# Christa Müller (Politikerin, 1956)
Christa Müller (* 9. Mai 1956 in Frankfurt am Main) ist eine deutsche Politikerin (zuerst SPD, dann Die Linke).

## Privat- und Berufsleben
Christa Müller stammt aus der Familie eines Hotelbesitzers aus Frankfurt am Main. Sie besuchte 1975 eine Sprachenschule und studierte anschließend von 1976 bis 1981 Betriebs- und Volkswirtschaftslehre. Ihre akademische Ausbildung schloss sie als Diplom-Volkswirtin und Diplom-Kauffrau ab.
1993 heiratete Müller Oskar Lafontaine, 1997 wurde der gemeinsame Sohn geboren. Am 12. November 2011 gab Lafontaine bekannt, dass sie bereits „seit einiger Zeit getrennt“ lebten. Die Ehe wurde im Februar 2013 geschieden.

## Politische Karriere
1979 wurde Müller Mitglied der SPD und war stellvertretende Bezirksvorsitzende der Jusos in Hessen. Anschließend arbeitete sie für den Wirtschafts- und Sozialausschuss der EU in Brüssel, wechselte 1985 zum Hessischen Landtag und arbeitete 1987 unter dem damaligen hessischen Ministerpräsidenten Holger Börner in der Staatskanzlei des Landes. 1988  wurde sie in der Bonner Parteizentrale der SPD (Baracke) eingestellt.
Am 18. Juni 2005 trat sie zusammen mit ihrem Ehemann Oskar Lafontaine von der SPD zur WASG über. Nachdem diese in der Partei Die Linke aufgegangen war, wurde Christa Müller deren familienpolitische Sprecherin im Saarland. Etwa zu Beginn des Sommers 2011 zog sie sich aus der parteipolitischen Arbeit zurück.

## Politische Positionen
Als Vorsitzende des Vereins Intact (seit 1997) engagiert sie sich für die Bekämpfung weiblicher Genitalverstümmelung primär in Afrika, wo bereits deutliche Erfolge erzielt worden seien.
In ihrer Position als familienpolitische Sprecherin der Linken im Saarland hatte sie zuletzt in der Frage der Betreuung von Kleinkindern eine von der Linie ihrer Partei abweichende Haltung eingenommen. Christa Müller gab der häuslichen Betreuung durch die Eltern den Vorrang vor einem Krippenplatz. Sie unterstützte Äußerungen des Augsburger Bischofs Walter Mixa: „Wer Mütter durch finanzielle Vorteile dazu anregt, ihre Kleinkinder bereits kurz nach der Geburt in staatliche Betreuung zu geben, degradiert sie zu einer ,Gebärmaschine‘.“ Sie kritisierte Ministerin Ursula von der Leyen als „im Interesse der deutschen Wirtschaft“ handelnd, der sie eine „linke Politik“ entgegensetzt.
Im Klappentext ihres 2007 im Sankt-Ulrich-Verlag der Diözese Augsburg erschienenen Buches Dein Kind will dich – Echte Wahlfreiheit durch Erziehungsgehalt schrieb sie unter anderem: „Durch die Schaffung eines Überangebotes an Krippenplätzen sollen Hunderttausende von Müttern kleiner Kinder dem Arbeitsmarkt zugeführt werden, damit die Löhne nicht steigen und die Unternehmen ihre Profite weiter erhöhen können.“ In einer vom SPD-Vorsitzenden Kurt Beck im Herbst 2007 angestoßenen „Prekariats-Debatte“ sagte Müller, man müsse die „Reproduktion des asozialen Milieus“ durch staatliche Familienberatung begrenzen. Daraufhin bezeichnete die nordrhein-westfälische Landessprecherin der Linken Müller als „unerträglich“ und Heiko Maas, SPD-Vorsitzender im Saarland, Müller als „Koalitionshindernis“.
Beim Bundesparteitag der Linken im Mai 2008 bekam Müller keine Mehrheit für das Antragspapier Für eine emanzipatorische Familienpolitik der Partei Die Linke des saarländischen Landesverbandes. Darin forderte sie ein sozialversicherungspflichtiges Erziehungsgehalt in den ersten drei Lebensjahren des Kindes in Höhe von 1.600 Euro im Monat und bis zum sechsten Lebensjahr 1.000 Euro für alle Eltern, „auf dieser finanziellen Grundlage können dann die Eltern selbstbestimmt entscheiden, was sie mit dem Geld machen“. Der Parteitag verabschiedete stattdessen eine Resolution, die „Äußerungen, dass Fremdbetreuung schädlich für die Kinder sei“, entgegentrat und gegen „ein von unterschiedlichen konservativen Kreisen und auch vom Landesvorstand Saarland gefordertes Erziehungsgehalt“ einwandte, es werde „ärmere Familien zur häuslichen Betreuung zwingen, um ihr Einkommen zu verbessern“.

## Veröffentlichungen
- Sanierung und Aufbau der ostdeutschen Industrie : die Verantwortung der Treuhandanstalt, Friedrich-Ebert-Stiftung, Bonn 1992, ISBN 3-86077-160-4
- Chancen und Gefahren der Europäischen Wirtschafts- und Währungsunion, Friedrich-Ebert-Stiftung Bonn 1992, ISBN 3-86077-117-5
- Beschäftigungsgesellschaften, Dietz Verlag, Bonn 1992, ISBN 3-8012-0179-1
- Oskar Lafontaine, Christa Müller: Keine Angst vor der Globalisierung. Wohlstand und Arbeit für alle. Dietz, Bonn 1998, ISBN 3-8012-0265-8, ausgezeichnet mit dem Bruno-Kreisky-Preis für das politische Buch, auch in Tschechisch, Rumänisch und Spanisch erschienen
- Achtung Hausfrau! Rowohlt Tb. 2006, ISBN 978-3-499-62161-1
- Dein Kind will dich. Echte Wahlfreiheit durch Erziehungsgehalt, St. Ulrich-Verlag, 2007, ISBN 3-86744-014-X